# Barbula chlorophana
Barbula chlorophana är en bladmossart som beskrevs av Stirton 1903. Barbula chlorophana ingår i släktet neonmossor, och familjen Pottiaceae. Inga underarter finns listade i Catalogue of Life.